# إي ثري هاريل بيك 2006
إي ثري هاريل بيك 2006 هو سباق دراجات هوائية من فئة  سباق يوم واحد، وهو الموسم التاسع والأربعين من إي ثري هاريل بيك، وأقيم في 25 مارس 2006 ضمن سباقات طواف أوروبا للدراجات 2005–06.
فاز بالمركز الأول توم بونن، وبالمركز الثاني أليساندرو بلان، وبالمركز الثالث آرت فيرهوتين.

## التصنيف العام النهائي
| التصنيف العام         | التصنيف العام     | التصنيف العام                                  | التصنيف العام | التصنيف العام |
| العداء                | العداء            | الفريق                                         | الوقت         |               |
| --------------------- | ----------------- | ---------------------------------------------- | ------------- | ------------- |
| 1                     | توم بونن          | دكونيك كويك ستب                                | 4 س 43 د 38 ث |               |
| 2                     | أليساندرو بلان    | فريق الإمارات                                  | + 2 ث         |               |
| 3                     | آرت فيرهوتين      | سنويب                                          | + 1 د 32 ث    |               |
| 4                     | بيرتن دي وايل     | Landbouwkrediet–Colnago ‏                       | + 1 د 32 ث    |               |
| 5                     | ليف هوستي         | فريق الخدمة البريدية للولايات المتحدة للدراجات | + 1 د 32 ث    |               |
| 6                     | ماركوس ليونغكفيست | تينكوف                                         | + 1 د 42 ث    |               |
| 7                     | لوكا باوليني      | Liquigas ‏                                      | + 1 د 42 ث    |               |
| 8                     | روجر هاموند       | فريق الخدمة البريدية للولايات المتحدة للدراجات | + 1 د 42 ث    |               |
| 9                     | بيتر فان بيتيجيم  | لوتو سودال                                     | + 1 د 42 ث    |               |
| 10                    | بادن كوك          | Cycle Collstrop ‏                               | + 1 د 42 ث    |               |
|                       |                   |                                                |               |               |
| مصدر: ProCyclingStats |                   |                                                |               |               |

## وصلات خارجية
- لمحة عن سباق إي ثري هاريل بيك 2006 على موقع  ProCyclingStats   (برو  سايكلنج  ستاتس) - إحصاءات  محترفي  الدراجات.
- إي ثري هاريل بيك 2006 على موقع إحصائيات الدراجات الإحترافية (الإنجليزية)